# Инвазија Варшавског пакта на Чехословачку
У ноћи 20−21. августа 1968. године, Совјетски Савез, Бугарска, Источна Немачка, Мађарска и Пољска су извршиле инвазију на Чехословачку Социјалистичку Републику у циљу заустављања Дупчековог Прашког пролећа, реформи које су водиле ка политичкој либерализацији.
У операцији која је носила кодно име Дунав је учествовало између 175.000 и 500.000 војника. Око 500 Чеха и Словака је повређено, а 108 погинуло у инвазији. Инвазија је успешно зауставила реформе које су спровођене у циљу либерализације и ојачала је управу Комунистичке партије Чехословачке. Спољашња политика Совјетског Савеза током овог периода је позната као Брежњевљева доктрина.

## Прашко пролеће
На челу Комунистичке партије Чехословачке је постављен Александер Дупчек у јануару 1968. године. Овај политичар је увео знатне промене у политици и власти. Створио је већу медијску слободу и полако се удаљавао од политике какву је наметала совјетска Русија. Реформе које је он спроводио биле су назване социјализам с људским лицем или познатије као Прашко пролеће. Ослабљене везе са Совјетским Савезом су донеле страх код Руса. Бојали су се отцепљења Чехословачке од Совјета. Изостављање из Савеза би значило и изостављање из Варшавског пакта.

### Састанци са совјетским лидерима
Дупчек је одржао неколико састанака са Совјетима у пролеће исте године. Он је стајао иза тога да његова држава не жели да мења своју политику нити жели да раскине односе са Совјетским Савезом. Међутим, лидери Совјетског Савеза су сумњали у оданост Чехословачке. Мислили су да је то почетак стварања демократије у земљи. Одлучујући састанак Дупчека и Брежњева се догодио на железничкој станици у граду Чјерна на Тиси. Комунистичке партије Чехословачке је изразила своју лојалност и жељу да спречи било какво стварање социјал-демократске партије у земљи. Лидери Совјетског Савеза су то отпоздравили склањањем њихових трупа са чехословачке територије. Дупчек одмах после овог састанка прима у посету југословенског председника Тита и румунског председника Чаушескуа.

### Слом Прашког пролећа и почетак инвазије на Чехословачку
Удружене снаге Варшавског Пакта, односно земље Источног блока су одлучиле да нападну Чехословачку у ноћи између 20. и 21. августа 1968. године. Бугарска, Пољска, Мађарска и Источна Немачка су заједно са Совјетским Савезом послале око шесто хиљада војника и пет хиљада тенкова на чехословачке територије. Румунија иако је била део Источног блока, одбила је да учествује у овом ратном походу. Инвазија је почела тачно у 23 часа. Плански је окупиран Аеродром Вацлава Хавела Праг. На тај начин је олакшан долазак авиона из Москве. Првим летовима су слетели војници у цивилу који су обезбедили аеродром за веће авионе који су превозили лаке тенкове и другу артиљерију. На улицама, окупатори нису наишли на знаке отпора међу грађанима. Противили су се овој инвазији али их је власт позвала да мирују и да буду пасивни током напада. На тај начин су Совјети са лакоћом ушли у Чехословачку. Ујутру су власти издале проглас у коме се наводи како лидери нису знали ништа о нападу.

### После инвазије
Из Чехословачке су пребачени у Москву сви водећи политичари. Вођени су разговори око политике саме земље и њеном опхођењу према Совјетима. Чехословаци су били пред "свршеним чином" и потписан је Московски протокол. Споразум је захтевао управљање чехословачком војском од стране Совјета, сузбијање опозиционих партија, увођење цензуре и стационирање совјетских војника у неколико делова земље. Тај споразум су потписали Дупчек и Лудвик Свобода.
Александер Дупчек је смењен са места премијера 17. априла 1969. године. Заменио га је Густав Хусак. За разлику од прошлог премијера, Хусак је поништио све реформе Прашког пролећа и протерао из владе све либералне чланове.